# Unione Sportiva Catanzaro 1966-1967
Questa pagina raccoglie le informazioni riguardanti l'Unione Sportiva Catanzaro nelle competizioni ufficiali della stagione 1966-1967.

## Rosa
| N. |                   | Ruolo | Calciatore            |
| -- | ----------------- | ----- | --------------------- |
|    | Italia (bandiera) | D     | Gianfranco Bertoletti |
|    | Italia (bandiera) | C     | Luciano Bonfada       |
|    | Italia (bandiera) | A     | Gianni Bui            |
|    | Italia (bandiera) | P     | Paolo Cimpiel         |
|    | Italia (bandiera) | C     | Luigi Farina          |
|    | Italia (bandiera) | C     | Alvaro Gasparini      |
|    | Italia (bandiera) | D     | Edmondo Lorenzini     |
|    | Italia (bandiera) | A     | Cesare Maccacaro      |
|    | Italia (bandiera) | D     | Franco Marini         |
|    | Italia (bandiera) | C     | Lorenzo Nonino        |

| N. |                   | Ruolo | Calciatore        |
| -- | ----------------- | ----- | ----------------- |
|    | Italia (bandiera) | C     | Sergio Orlandi    |
|    | Italia (bandiera) | P     | Flavio Pozzani    |
|    | Italia (bandiera) | P     | Umberto Provasi   |
|    | Italia (bandiera) | D     | Sergio Rossetti   |
|    | Italia (bandiera) | C     | Luigi Sardei      |
|    | Italia (bandiera) | D     | Luigi Tonani      |
|    | Italia (bandiera) | A     | Mario Tribuzio    |
|    | Italia (bandiera) | A     | Carlo Vanini      |
|    | Italia (bandiera) | A     | Alessandro Vitali |

## Risultati

### Serie B

#### Girone di andata
| 11 settembre 1966 1ª giornata | Palermo | 2 – 0 | Catanzaro |  |

| 18 settembre 2ª giornata | Catanzaro | 2 – 0 | Messina |  |

| 25 settembre 1966 3ª giornata | Alessandria | 0 – 2 | Catanzaro |  |

| 2 ottobre 1966 4ª giornata | Varese | 2 – 0 | Catanzaro |  |

| 9 ottobre 1966 5ª giornata | Catanzaro | 3 – 1 | Verona |  |

| 16 ottobre 1966 6ª giornata | Catanzaro | 3 – 0 | Savona |  |

| 23 ottobre 1966 7ª giornata | Novara | 0 – 1 | Catanzaro |  |

| 30 ottobre 1966 8ª giornata | Livorno | 4 – 1 | Catanzaro |  |

| 6 novembre 1966 9ª giornata | Catanzaro | 1 – 1 | Genoa |  |

| 13 novembre 1966 10ª giornata | Catanzaro | 2 – 2 | Potenza |  |

| 20 novembre 1966 11ª giornata | Arezzo | 0 – 1 | Catanzaro |  |

| 27 novembre 1966 12ª giornata | Catanzaro | 2 – 1 | Catania |  |

| 11 dicembre 1966 13ª giornata | Salernitana | 2 – 0 | Catanzaro |  |

| 18 dicembre 1966 14ª giornata | Catanzaro | 1 – 1 | Reggina |  |

| 24 dicembre 1966 15ª giornata | Sampdoria | 3 – 0 | Catanzaro |  |

| 31 dicembre 1966 16ª giornata | Reggiana | 2 – 1 | Catanzaro |  |

| 8 gennaio 1967 17ª giornata | Catanzaro | 1 – 0 | Pisa |  |

| 15 gennaio 1967 18ª giornata | Padova | 1 – 1 | Catanzaro |  |

| 22 gennaio 1967 19ª giornata | Catanzaro | 1 – 1 | Modena |  |

#### Girone di ritorno
| 5 febbraio 1967 20ª giornata | Catanzaro | 0 – 0 | Palermo |  |

| 12 febbraio 1967 21ª giornata | Messina | 2 – 2 | Catanzaro |  |

| 19 febbraio 1967 22ª giornata | Catanzaro | 3 – 1 | Alessandria |  |

| 26 febbraio 1967 23ª giornata | Catanzaro | 2 – 1 | Varese |  |

| 5 marzo 1967 24ª giornata | Verona | 0 – 0 | Catanzaro |  |

| 12 marzo 1967 25ª giornata | Savona | 2 – 0 | Catanzaro |  |

| 19 marzo 1967 26ª giornata | Catanzaro | 2 – 0 | Novara |  |

| 26 marzo 1967 27ª giornata | Catanzaro | 1 – 1 | Livorno |  |

| 9 aprile 1967 28ª giornata | Genoa | 1 – 0 | Catanzaro |  |

| 16 aprile 1967 29ª giornata | Potenza | 2 – 2 | Catanzaro |  |

| 23 aprile 1967 30ª giornata | Catanzaro | 1 – 0 | Arezzo |  |

| 30 aprile 1967 31ª giornata | Catania | 2 – 1 | Catanzaro |  |

| 7 maggio 1967 32ª giornata | Catanzaro | 3 – 0 | Salernitana |  |

| 14 maggio 1967 33ª giornata | Reggina | 1 – 1 | Catanzaro |  |

| 21 maggio 1967 34ª giornata | Catanzaro | 0 – 0 | Sampdoria |  |

| 28 maggio 1967 35ª giornata | Catanzaro | 1 – 0 | Reggiana |  |

| 4 giugno 1967 36ª giornata | Pisa | 5 – 1 | Catanzaro |  |

| 11 giugno 1967 37ª giornata | Catanzaro | 1 – 1 | Padova |  |

| 18 giugno 1967 38ª giornata | Modena | 0 – 0 | Catanzaro |  |

## Statistiche

### Statistiche di squadra
| Competizione | Punti | In casa | In casa | In casa | In casa | In casa | In casa | In trasferta | In trasferta | In trasferta | In trasferta | In trasferta | In trasferta | Totale | Totale | Totale | Totale | Totale | Totale | DR |
| Competizione | Punti | G       | V       | N       | P       | Gf      | Gs      | G            | V            | N            | P            | Gf           | Gs           | G      | V      | N      | P      | Gf     | Gs     | DR |
| ------------ | ----- | ------- | ------- | ------- | ------- | ------- | ------- | ------------ | ------------ | ------------ | ------------ | ------------ | ------------ | ------ | ------ | ------ | ------ | ------ | ------ | -- |
| Serie B      | 42    | 19      | 11      | 8       | 0       | 30      | 11      | 19           | 3            | 6            | 10           | 14           | 31           | 38     | 14     | 14     | 10     | 44     | 42     | +2 |
| Coppa Italia |       | 1       | 0       | 0       | 1       | 1       | 3       | -            | -            | -            | -            | -            | -            | 1      | 0      | 0      | 1      | 1      | 3      | -2 |
| Totale       |       | 20      | 11      | 8       | 1       | 31      | 14      | 19           | 3            | 6            | 10           | 14           | 31           | 39     | 14     | 14     | 11     | 45     | 45     | 0  |

### Statistiche dei giocatori
| Giocatore     | Serie B  | Serie B | Coppa Italia | Coppa Italia | Totale   | Totale |
| Giocatore     | Presenze | Reti    | Presenze     | Reti         | Presenze | Reti   |
| ------------- | -------- | ------- | ------------ | ------------ | -------- | ------ |
| G. Bertoletti | 33       | 1       | 1            | 0            | 34       | 1      |
| L. Bonfada    | 1        | 0       | -            | -            | 1        | 0      |
| G. Bui        | 33       | 15      | -            | -            | 33       | 15     |
| P. Cimpiel    | 31       | -31     | -            | -            | 31       | -31    |
| L. Farina     | 34       | 1       | 1            | 0            | 35       | 1      |
| A. Gasparini  | 30       | 0       | 1            | 0            | 31       | 0      |
| E. Lorenzini  | 27       | 0       | -            | -            | 27       | 0      |
| C. Maccacaro  | 20       | 0       | 1            | 0            | 21       | 0      |
| F. Marini     | 32       | 1       | -            | -            | 32       | 1      |
| A. Nisticò    | -        | -       | 1            | 0            | 1        | 0      |
| L. Nonino     | 2        | 0       | -            | -            | 2        | 0      |
| S. Orlandi    | 25       | 1       | -            | -            | 25       | 1      |
| F. Pozzani    | 10       | -8      | -            | -            | 10       | -8     |
| U. Provasi    | 1        | -3      | 1            | -3           | 2        | -6     |
| S. Rossetti   | 19       | 5       | 1            | 0            | 20       | 5      |
| L. Sardei     | 22       | 1       | 1            | 0            | 23       | 1      |
| L. Tonani     | 38       | 0       | 1            | 0            | 39       | 0      |
| M. Tribuzio   | 18       | 4       | 1            | 0            | 19       | 4      |
| C. Vanini     | 11       | 2       | -            | -            | 11       | 2      |
| A. Vitali     | 35       | 13      | 1            | 1            | 36       | 14     |